# Stimmkreis Fürstenfeldbruck-Ost
Der Stimmkreis Fürstenfeldbruck-Ost (Stimmkreis 118 seit der Landtagswahl 2018; vorher Stimmkreis 117) ist ein Stimmkreis in Oberbayern. Er umfasst die Große Kreisstadt Germering, die Städte Olching und Puchheim, und die Gemeinden Adelshofen, Alling, Althegnenberg, Egenhofen, Eichenau, Emmering, Gröbenzell, Hattenhofen, Jesenwang, Landsberied, Maisach, Mammendorf, Mittelstetten, Oberschweinbach des Landkreises Fürstenfeldbruck.

## Landtagswahl 2023
Zur Landtagswahl 2023 traten folgende Parteien und Direktkandidaten im Stimmkreis Fürstenfeldbruck-Ost an und erzielten folgende Ergebnisse:
| Nr. | Direktkandidat       | Partei           | Erststimmen in % | Gesamtstimmen in % |
| --- | -------------------- | ---------------- | ---------------- | ------------------ |
| 1   | Benjamin Miskowitsch | CSU              | 35,5             | 36,6               |
| 2   | Andreas Birzele      | GRÜNE            | 18,3             | 18,6               |
| 3   | Hans Friedl          | Freie Wähler     | 15,1             | 14,0               |
| 4   | Peter Banholzer      | AfD              | 9,8              | 9,9                |
| 5   | Daniel Liebetruth    | SPD              | 10,0             | 9,5                |
| 6   | Ulrich Bode          | FDP              | 3,7              | 3,8                |
| 7   | Daniela Voß          | LINKE            | 1,0              | 1,0                |
| 8   | Christian Müller     | BP               | 0,9              | 0,9                |
| 9   | Christian Holdt      | ÖDP              | 1,4              | 1,5                |
| 10  | Stefan Wieser        | Die PARTEI       | 1,0              | 0,9                |
| 11  | Claus-Jürgen Fink    | Tierschutzpartei | 1,1              | 1,1                |
| 12  | Cornelia Wiedorn     | V-Partei³        | 0,2              | 0,2                |
| 13  | Jörg Hannig          | PdH              | -                | 0,4                |
| 14  | Olaf Morlock         | dieBasis         | 0,9              | 0,9                |
| 15  | Tim Kelichhaus       | Volt             | 0,8              | 0,8                |

## Landtagswahl 2018
Im Stimmkreis waren insgesamt 117.454 Einwohner wahlberechtigt. Die Landtagswahl am 14. Oktober 2018 hatte folgendes Ergebnis:
| Direktkandidat               | Partei               | Erststimmen in % | Gesamtstimmen in % | Veränderung der Gesamtstimmen im Vergleich zur Landtagswahl 2013 in % |
| ---------------------------- | -------------------- | ---------------- | ------------------ | --------------------------------------------------------------------- |
| Benjamin Miskowitsch         | CSU                  | 32,1             | 33,2               | - 12,9                                                                |
| Peter Falk                   | SPD                  | 8,9              | 9,2                | - 14,0                                                                |
| Hans Friedl                  | Freie Wähler         | 12,3             | 11,6               | + 4,0                                                                 |
| Martin Runge                 | GRÜNE                | 24,9             | 23,8               | + 12,8                                                                |
| Ulrich Bode                  | FDP                  | 6,0              | 6,0                | + 2,5                                                                 |
| Ernestine Martin-Köppi       | LINKE                | 2,4              | 2,5                | + 1,0                                                                 |
| Sebastian Kellerer           | BP                   | 1,6              | 1,6                | - 0,9                                                                 |
| Christian Holdt              | ÖDP                  | 1,2              | 1,2                | - 0,4                                                                 |
| Roger Rösch                  | PIRATEN              | 0,6              | 0,6                | - 1,4                                                                 |
| Ingo Hahn                    | AfD                  | 8,3              | 8,2                | + 8,3                                                                 |
| -                            | LKR                  | -                | 0,0                | -                                                                     |
| Manfred Maier                | mut                  | 0,4              | 0,4                | + 0,4                                                                 |
| -                            | Humanisten           | -                | 0,1                | + 0,1                                                                 |
| -                            | Die PARTEI           | -                | 0,2                | + 0,2                                                                 |
| -                            | Gesundheitsforschung | -                | 0,1                | + 0,1                                                                 |
| Alexander Wied               | Tierschutzpartei     | 1,0              | 1,0                | + 1,0                                                                 |
| Christine Berchtold-Beschied | V-Partei³            | 0,2              | 0,2                | + 0,2                                                                 |

Neben dem erstmals direkt gewählten Stimmkreisabgeordneten Benjamin Miskowitsch (CSU) wurden die Direktkandidaten der Freien Wähler, Hans Friedl, der Grünen, Martin Runge, und der AfD, Ingo Hahn, über die jeweiligen Bezirkslisten ihrer Partei in den Landtag gewählt.

## Landtagswahl 2013
Wahlberechtigt waren bei der Landtagswahl vom 15. September 2013 insgesamt 117.378 Einwohner. Die Wahl hatte im Stimmkreis Fürstenfeldbruck-Ost folgendes Ergebnis:
| Direktkandidat        | Partei       | Erststimmen in % | Gesamtstimmen in % | +/- Gesamtstimmen ggü. 2008 in %-P. |
| --------------------- | ------------ | ---------------- | ------------------ | ----------------------------------- |
| Reinhold Bocklet      | CSU          | 44,5             | 46,2               | + 7,5                               |
| Kathrin Sonnenholzner | SPD          | 20,6             | 23,2               | + 3,7                               |
| Gottfried Obermair    | Freie Wähler | 9,5              | 7,6                | - 1,1                               |
| Martin Runge          | GRÜNE        | 12,6             | 11,0               | - 5,2                               |
| Klaus Wollenberg      | FDP          | 3,6              | 3,6                | - 6,2                               |
| Jörn Weichold         | LINKE        | 1,7              | 1,5                | - 1,8                               |
| Tanja Pfisterer       | ÖDP          | 1,7              | 1,6                | + 0,7                               |
| Horst Leicht          | REP          | 0,8              | 0,8                | + 0,1                               |
| Gisela Träxler        | BP           | 2,8              | 2,5                | + 1,0                               |
| -                     | BüSo         | -                | 0,0                | 0,0                                 |
| -                     | Die Freiheit | -                | 0,1                | n.k.                                |
| Andreas Ströhle       | PIRATEN      | 2,2              | 2,0                | n.k.                                |

## Landtagswahl 2008
Die Landtagswahl 2008 hatte folgendes Ergebnis:
| Direktkandidat        | Partei       | Erststimmen in % | Gesamtstimmen in % | Veränderung der Gesamtstimmen im Vergleich zur Landtagswahl 2003 in % |
| --------------------- | ------------ | ---------------- | ------------------ | --------------------------------------------------------------------- |
| Reinhold Bocklet      | CSU          | 38,6             | 38,6               | - 18,6                                                                |
| Kathrin Sonnenholzner | SPD          | 19,1             | 19,6               | + 0,9                                                                 |
| Martin Runge          | GRÜNE        | 16,7             | 16,1               | + 2,9                                                                 |
| Michael Leonbacher    | Freie Wähler | 9,0              | 8,6                | + 3,9                                                                 |
| Kathrin Laymann       | FDP          | 9,3              | 9,8                | + 7,1                                                                 |
| Johann Fuchs          | REP          | 0,6              | 0,7                | - 0,5                                                                 |
| Josef Fortner         | ödp          | 0,8              | 0,9                | - 0,3                                                                 |
| Konrad Wirtz          | BP           | 1,5              | 1,4                | + 0,7                                                                 |
| -                     | BüSo         | -                | 0,0                | 0,0                                                                   |
| Karsten Fischer       | LINKE        | 3,3              | 3,3                | + 3,3                                                                 |
| Ute Kühlmann          | VIOLETTE     | 0,3              | 0,3                | + 0,3                                                                 |
| Elisabeth Götz        | NPD          | 0,7              | 0,6                | + 0,6                                                                 |